# Vilar do Monte (Ponte de Lima)
Vilar do Monte is een plaats (freguesia) in de Portugese gemeente Ponte de Lima en telt 113 inwoners (2001).

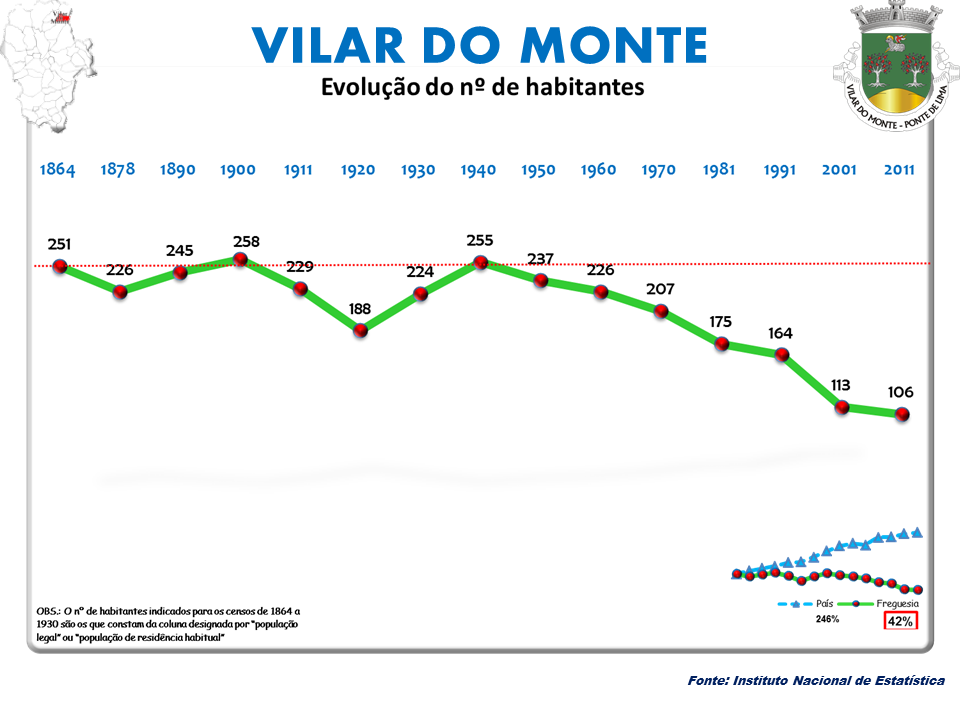
Bevolkingsontwikkeling tussen 1864 en 2011